# Crocicreas tomentosum
Crocicreas tomentosum är en svampart som först beskrevs av Dennis, och fick sitt nu gällande namn av S.E. Carp. 1980. Crocicreas tomentosum ingår i släktet Crocicreas och familjen Helotiaceae.   Inga underarter finns listade i Catalogue of Life.